# Chet Walker
Chester „Chet“ Walker (* 22. Februar 1940 in Bethlehem, Marshall County, Mississippi; † 8. Juni 2024 in Long Beach, Kalifornien), genannt Chet the Jet, war ein US-amerikanischer Basketballspieler. 
Zwischen 1962 und 1975 spielte er in der NBA für die Mannschaften der Syracuse Nationals/Philadelphia 76ers und Chicago Bulls. Dabei erreichte er in allen 13 Jahren die Playoffs. Am Ende der Saison 1962/63 wurde Walker für seine Leistung im ersten Jahr ins NBA All-Rookie Team berufen. 
Er war Teil der 1967er Meistermannschaft der Sixers, welche die Vormacht der Boston Celtics beendete. 2012 wurde er in die Naismith Memorial Basketball Hall of Fame aufgenommen.
Walker starb am 8. Juni 2024 im Alter von 84 Jahren.